# Sinfonia n. 4 (Mahler)
La Sinfonia n. 4 in Sol maggiore per orchestra e soprano solo fu scritta da Gustav Mahler fra il 1899 ed il 1900.
La Sinfonia è in quattro movimenti; il quarto è un lied per soprano originariamente scritto nel 1892, Das Himmlische Leben (La vita celeste),  tratto da Des Knaben Wunderhorn; tale canzone presenta la visione che un bambino ha del Cielo. La Sinfonia è, fra quelle scritte da Mahler, quella che prevede l'organico orchestrale più ridotto.  Anche se di solito è definita nella tonalità di Sol maggiore, l'opera utilizza uno schema tonale progressivo.

## Struttura
Nella sua forma definitiva la sinfonia è divisa in quattro movimenti:
1. Bedächtig, Nicht eilen, recht gemächlich, 4/4 (Riflessivo, Non affrettato, Molto comodo)
2. Im gemächlicher Bewegung, 3/8 (Con movimento tranquillo, Senza fretta)
3. Ruhevoll (poco adagio), 4/4
4. Sehr behaglich "Das himmlische Leben", 4/4 (Molto comodamente "La vita celeste")
per soprano solo da "Des Knaben Wunderhorn"

La parte di soprano del quarto movimento è generalmente eseguita da voce femminile, da interpreti famose come Irmgard Seefried, Dorothea Röschmann e Kathleen Battle. Nel 1984 Leonard Bernstein la fece eseguire da Allan Bergius, celebre voce bianca solista del Tölzer Knabenchor, in una serie di concerti a Vienna, Boston, Cleveland, Carnegie Hall in New York e al Teatro alla Scala di Milano. Da allora altre voci bianche si sono cimentate con successo nella parte, da Helmut Wittek (sempre con Bernstein al Concertgebouw di Amsterdam nel 1987) a Max Emanuel Cenčić (in una registrazione del 1991 con Anton Nanut e la Ljubljana Radio Symphony) e Aksel Rykkvin (con Christian Eggen al Festival di Elverum in Norvegia nel 2017).

## Registrazioni
Discografia selettiva
- Lorin Maazel, Wiener Philharmoniker, Kathleen Battle (soprano), Sony Classical SMK39072
- Douglas Boyd, Manchester Camerata Orchestra, Kate Royal, Avie AV2069
- Giuseppe Sinopoli, Sächsische Staatskapelle Dresden, Juliane Banse, Profil PH07047
- Iván Fischer, Orchestra Festival di Budapest, Miah Persson, Channel Classics CCSSA26109
- Charles Mackerras, Philharmonia Orchestra, Sarah Fox, Signum SIGCD219